# 葛洲坝水利枢纽
葛洲坝水利枢纽，被誉为“万里长江第一坝”，是长江干流上第一座大型水利枢纽，位于中国湖北省宜昌市境内的长江三峡末端河段上，距上游的三峡水电站38公里，距下游宜昌市主城区约6公里。因坝址所在江面原有一名為葛洲的沙洲而得名。

## 名称由来
葛洲坝水利枢纽的名称，来源于长江中上游的分界点南津关下游2.3千米处的葛洲坝岛。葛洲坝岛原为长江中的一个沙洲，与旁边的西坝岛相邻，将这一段长江自南岸向北分成了并行的大江、二江和三江这三条河道。葛洲坝原来叫“搁舟坝”，后船家为了吉祥，把搁舟改了个谐音，成了“葛洲坝”。葛洲坝水利枢纽的坝址就穿过这个江心小岛，这个小岛随着大坝的修建而消失了。

## 工程介绍
大坝位于长江三峡的西陵峡出口—南津关以下2300米处，距宜昌市镇江阁约4000米。北抵江北镇镜山，南接江南狮子包。长江水流由东急转向南，江面由390米突然扩宽到坝址处的2200米。由于泥沙沉积，在河面上形成葛洲坝、西坝两岛，把长江分为大江、二江和三江。大江为长江的主河道，二江和三江在枯水季节断流。
工程上游流域面积约100万平方公里，多年平均流量14,300立方米/秒，水库总库容15.8亿立方米（三峡大坝水库393亿立方米）。安装发电机组21台，总装机容量271.5 万千瓦（三峡2,250万千瓦），投产后，通过扩建一台机组和实施两台机组改造增容，现装机容量为277.7万千瓦，年均发电量157亿度。 工程自1970年12月30日动工，1988年12月10日竣工，1989年1月3日，长江葛洲坝水利枢纽宣布建成。
大坝由船闸、发电厂、泄水闸、冲砂闸及挡水建筑物组成，全长2,606.5米，最大坝高47米。大坝上有三条船闸，其中2号船闸闸室长280米、宽34米，可一次通过万吨级船。3号船闸是长江上第一座船闸，也是目前长江过船速度最快的船闸。
在长江干流梯级开发规划中，葛洲坝工程是三峡工程的航运反调节梯级，主要作用为：
- 航运常日稳定方面，三峡水电站在枯水期担负电网调峰任务，发电与不发电时的下泄流量变化较大，下游将产生不稳定流，一天24小时内的水位变幅也较大，对船舶航行和港口停泊条件不利，因此，必须利用葛洲坝水库进行反调节；
- 渠化三峡坝址三斗坪至南津关38公里山区河道：天然状态航道条件较差，难以通过万吨级船队，三峡工程的航运效益也难以发挥。
- 发电方面，三斗坪到葛洲坝之间有27米水位落差可以用来发电，可发电150多亿千瓦时。

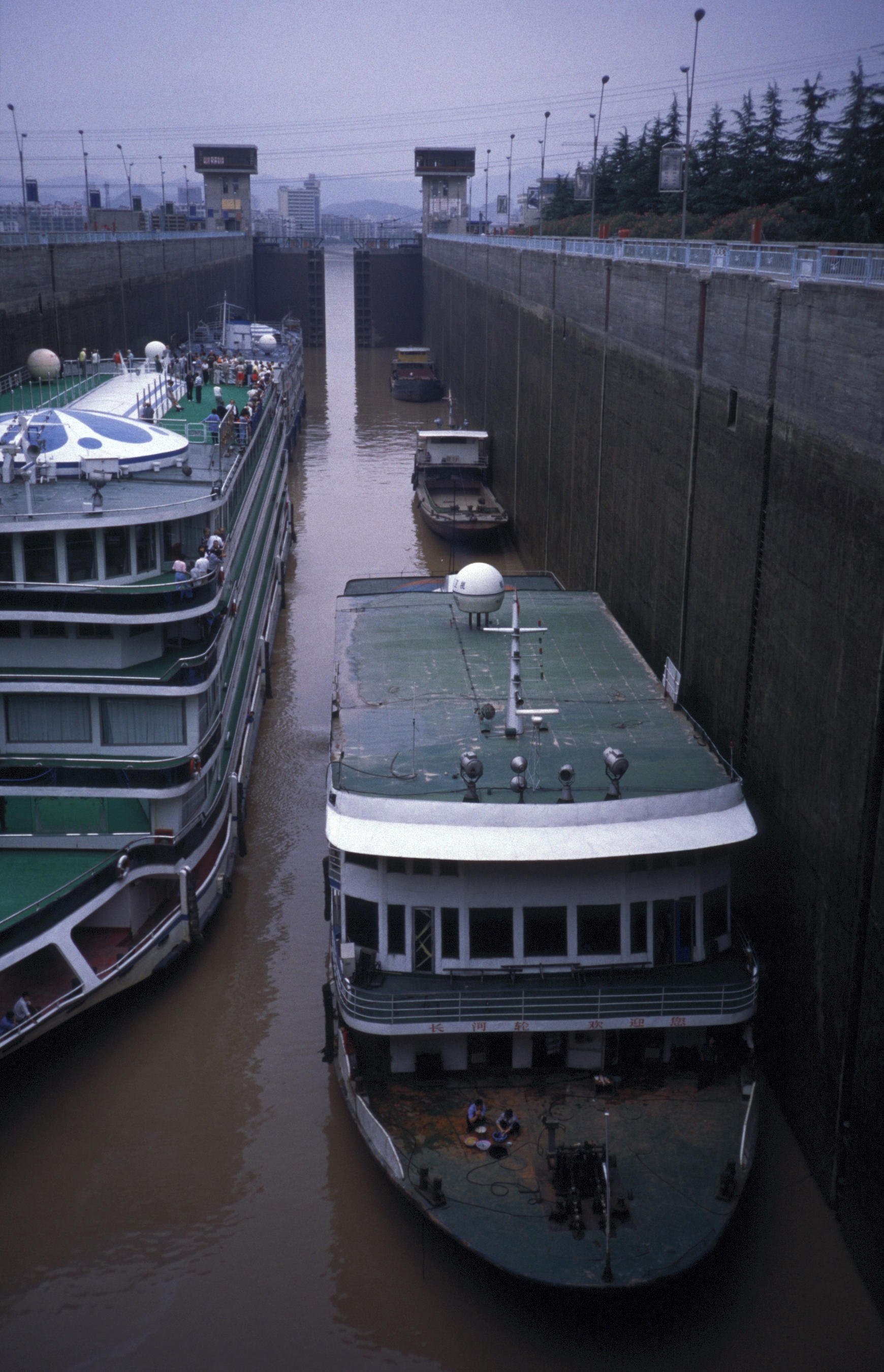
船閘

## 作用及可能的环境影响
葛洲坝水利枢纽具有防洪、发电、航运、灌溉、旅遊等效益。
该水利枢纽未建帮助鱼类洄游的鱼道，其对水生生态环境（特别是中华鲟野生种群）的负面影响备受争议。

## 建设历程
1958年3月在中共中央成都会议讨论三峡工程时，周恩来的报告中明确提出了河流规划七原则，基本否定了三峡工程近期上马提案。1958年3月30日，毛泽东乘“江峡”轮视察了葛洲坝坝址。1958年6月长江三峡水利枢纽第一次科研会议在武汉召开，82个相关单位的268人参加。1958年8月，周恩来在北戴河主持了中央的长江三峡会议，具体地研究了加快三峡设计及准备工作的有关问题，要求1958年底完成三峡初步设计要点报告，“为1961年开工作好准备。”1960年4月，中南局在广州召开经济协作会，决定投资四亿元于1961年三峡工程正式开工。
1969年10月，毛泽东在武汉听取武汉军区司令员曾思玉、政委刘丰、革委会副主任张体学提出的兴建三峡大坝设想时，说“头上顶盆水，有什么好处？你就不害怕？”“目前备战时期，不宜作此想”。毛泽东视察武汉后不到两个月，长办的一名技术员给国务院副总理余秋里写信，建议提前兴建葛洲坝水利枢纽，信中说：三峡工程上不了，正准备兴建尚未动工的隔河岩水电站项目（1987年开工）可以停下日后再修，把那里的人力物力加上丹江口水库（1968年发电解决二汽用电，1974年竣工）的力量（原水电部第10工程局的丹江口工程局）调到葛洲坝修这个长江干流工程。余秋里将此信批转水电部。水电部通知长办1970年4月底前提出葛洲坝水利枢纽设计要点报告。1970年1月，鄂西水电工程指挥部成立，不久指挥部成立葛洲坝筹建领导小组，宜昌军分区司令员兼鄂西地区革委会主任李地山任组长，文伏波为工程设计负责人。1970年3月，在北京参加全国计划会议的长办常务副主任林一山见到印发的周恩来关于兴建三峡工程的报告。1970年5月份毛泽东在武昌对湖北省兴建三峡工程的请示，表示备战时期三峡工程上不了。1970年5月29日，水电部及葛洲坝工程设计组在京西宾馆向中共中央政治局委员李德生汇报葛洲坝工程初步设计要点；李德生要求赶快写报告向副总理李先念汇报。1970年5月30日，水电部向国务院呈送《关于停建鄂西清江水电站兴建长江葛洲坝水利枢纽的报告》。1970年5月31日，李先念、李德生、余秋里听取水电部副部长钱正英等关于葛洲坝设计方案的汇报并表示一致同意。1970年6月18日，焦枝铁路竣工通车，给葛洲坝工程打开了交通瓶颈。1970年6月，周恩来听取了改建葛洲坝工程的方案并认为可行。1970年6月，林一山接到周恩来办公室来电让他进京汇报葛洲坝情况。原本规划的单机容量只有7.5万千瓦，装机总容量只能是150万千瓦的设计方案，1970年7月经过专业设计机组单机容量扩大到10万千瓦。当时知道低水头的苏联伏尔加河萨拉托夫水电站运行的世界上最大尺寸10.3米的水轮机，1970年6月开始运行的南斯拉夫与罗马尼亚的多瑙河的铁门水电站单机达到了17.5万千瓦，转轮直径9.5米，是当时世界上容量最大的转桨式机组。1970年8月29日德阳的一机部东方电机厂与鄂西水电工程指挥部葛洲坝工程设计组共同完成《长江葛洲坝水电站水轮机选型的初步意见》：转轮直径11.0米的单机容量17万千瓦的转桨式机组，可以在东方电机厂设计、制造出来，并通过铁路运到葛洲坝现场。这个机组设计成为葛洲坝枢纽布置和工程规模的依据：单机容量17万千瓦，装机12台，总装机容量204万千瓦。1970年9月，水电部、长办等初步研究了泥沙淤积、工程规模、枢纽布置等问题后，提出了《长江葛洲坝水利枢纽初步设计报告》。随后又提出《补充设计简要报告》。1970年10月30日武汉军区、水电部、长办向中共中央提交了《关于兴建宜昌葛洲坝水利枢纽工程》申请报告，建议在三峡下游的宜昌修建葛洲坝，解决解决湘西、鄂西、豫西、川东等大三线国家重点战备建设项目生产用电，采取低坝方案、径流发电，既可避免战时轰炸使荆江大堤出险，又可争取较短时间内加大航运和发电量。设计坝顶高程海拔69米，土石方约3千3百万立方米，钢筋混凝土约4百万立方米，淹没耕地8千6百亩，移民1万3千人，装机204万千瓦，年发电量120亿度，造价13.5亿元，力争少花钱，多办事，预计三年半开始发电，五年左右竣工，保证不淤塞，不断航。
1970年11月26日至12月1日，一机部、水电部在北京民族饭店召开“关于落实葛洲坝水轮发电机组设计、生产会议”。一机部电工局副局长张本鸿主持会议，一机部副部长周子健、水电部副部长王英先，以及水电部林汉雄、一机部曹维廉、湖北省革委会生产组、黑龙江省第一工业局、哈尔滨电机厂、第一重型机械厂，四川省机械局、东方电机厂、第二重型机械厂、武汉汽轮发电机厂、鄂西水电工程指挥部共11个单位36人出席。会议最后通过会议纪要明确：机组采用A30转轮，转轮直径1l米，由一机部沈阳铸造研究所的新合金制造，额定水头18.6米，单机容量确保17万千瓦，按“二年半发电、四年零九个月全部建成葛洲坝水电站”的要求，明确机组的设计、科研和生产任务由东方电机厂、哈尔滨电机厂和武汉汽轮发电机厂共同承担，东方电机厂负责组织各单位人员（13个单位近百技术人员、干部、有经验的老工人）组成联合设计组实施机组设计大会战，东方电机厂革委会主任宓一峰为组长，东电、哈电在1973年一季度各完成第一套水轮发电机组。1971年5月12日机组扩大设计初步审查会最终确认了水轮机的转轮直径为11.3米，水轮机额定出力为17.53万千瓦，转速每分钟54.6转。
1970年11月，武汉军区司令员兼湖北省革命委员会主任曾思玉、湖北省革命委员会副主任、主持革委会工作的张体学进京准备在关于葛洲坝的政治局会议上做汇报。毛泽东接见曾、张二人时问：“你们想在中国第一大江上兴建大型水电站，有把握吗？”张体学说：“实践中学习再学习。”毛泽东说：“你们胆大，有股干劲，精神可嘉，你们讲一讲在长江上兴建大型水电站的总体设想。”张体学说：“长江流域规划委员会，周总理是主任，林一山同志是办公室主任。建国后他们在长江进行了水文地质勘察，整理了许多水文资料，也拟定了兴建大型水电站的方案。林一山同志主张在三峡三斗坪地区兴建高坝水利枢纽。低方案蓄水约80亿立方米，十年时间投资30多亿元。中方案蓄水要淹到重庆，万县城要搬家，实现主席‘高峡出平湖’的理想。”毛泽东说：“你说投资30多亿？我看一上马就要50多亿元。‘高峡出平湖’是我写诗说的。林一山嘛，这个人有一股干劲，过去我跟他谈过，怎样把长江沉淀的泥沙解决，水土保持是一大问题。”毛泽东谈到四川汇入长江的六条大江，谈到将来哪条江可以修坝，说道：“你们真是敢想敢干，但有关科学资料、设计、施工条件不成熟，上了马至少几十个亿，这些问题你们考虑了没有？打起仗来，万一敌人投原子弹，这股水急流下去，长江中下游首当其冲是宜昌、沙市、武汉三镇，九江、安庆、南京、上海等城市也可能会被水淹掉，这可是要慎重行事的哟！当前在中国第一大江的长江上兴建第一个坝，各方面条件还不够成熟。你们还有什么更好方案？”曾、张回答：“如果三斗坪地区不行，我们同有经验的人研究过多次，考虑了第二个方案，拟在宜昌上游靠近市郊葛洲坝修建低水头大型发电站，设12台机组，总装机204万千瓦，利用长江一、二、三江的自然地形和水势，兴建长江第一坝，施工条件比较好，可以进行实战练兵，总结在长江上建水电站枢纽的经验。尔后各方面条件具备了，可在三峡三斗坪地区兴建高坝发电站。接着，张体学说：“思玉同志和我带上专家去三斗坪和葛洲坝进行现场勘察，我们一致认为葛洲坝兴建低水头发电站较有把握。”毛泽东听完第二方案后，说：“有道理。赞成兴建此坝。你们要向周总理请示报告。望你们在设计和施工中，不要把长江变短江，要做到‘三救’，即救船、救木、救鱼等问题。就谈这些，祝你们成功。”1970年11月6日，周恩来在听取葛洲坝工程设计的汇报会上，称赞“你们有这么大的雄心壮志，在中国第一的长江上兴建第一个坝，是个为人民造福的好事。中央、国务院一定要支持。坚决完成毛主席的伟大批示。”1970年11月周恩来主持中央政治局会议原则批准该报告。12月16日周恩来在国务院业务组会议，专门听取关于葛洲坝工程设计的情况汇报，逐字逐句地审查了湖北省上报的《长江葛洲坝水电工程简要说明》，要求把葛洲坝工程方案建立在非常可靠、安全的基础上，要加强领导，实事求是，走群众路线，领导和群众相结合，不能回避矛盾，要暴露矛盾，解决矛盾，允许唱反调，摆明两种不同观点，投资要节约。12月24日，周恩来给毛泽东和林彪写了报告，“在施工过程中，还可精心校正，精心设计，力求避免二十年修水坝的许多错误”，“在四五计划中兴建葛洲坝水利工程是可行的。”1970年12月25日，中共中央草拟的对武汉军区、湖北省革命委员会“关于兴建宜昌长江葛洲坝水利枢纽工程的报告”的批复送审稿，指出“修建葛洲坝水利枢纽，是有计划，有步骤地实现伟大领袖毛主席‘高峡出平湖’伟大理想的实战准备。”1970年12月26日凌晨，毛泽东在《中共中央关于兴建宜昌长江葛洲坝水利枢续工程的批复》上批示：“赞成兴建此坝。现在文件设想是一回事。兴建过程中将要遇到一些现在想不到的困难问题，那又是一回事。那时，要准备修改设计。”12月29日，空军专机把毛泽东批示的关于兴建葛洲坝水利枢纽工程的中共中央78号文件送达宜昌，当时张体学出席宜昌地区“两代会”及荣优代表会，宜昌地区革委会副主任王群向与会者宣读了中央文件，张体学宣布为纪念毛泽东1958年3月30日乘“江峡”轮视察长江三峡，葛洲坝工程代号为330。张体学在会上说：“我这次主要是为葛洲坝工程开工而来。葛洲坝工程，很快要上10万人，吃的穿的用的，是个很大的负担。但困难是暂时的”（当时宜昌市区居民也就10万人）。12月30日，在宜昌市郊区绵羊洞河滩上八万军民举行了葛洲坝水利枢纽工程开工典礼，湖北省革委会负责人张体学任指挥长并挥锨奠基。 
330工程指挥部由曾思玉任第一指挥长兼第一政委，张体学任指挥长，张震任政委。副指挥长有水电部副部长王英先、宋美初、刘炳华、胡茂悌、俞侠、江含章、赵修、朱俊功、林一山、滕宏杰、李地山、邹光炳、程建仁、余光秀、廉荣禄、任士舜、田冰、史维汉、张浙、水电部专家刘志毅、傅殿阁、项关福等22人，副政委有何镇浪、司鲁民、麦汝强、王子卿、黄世忠等5人。其中，既有国务院有关部委、湖北省和武汉军区的干部，也有一些水利专家，但大多是兼职，一直在葛洲坝工作的并不多。指挥部下设司令部、政治部、后勤部。武汉军区司令部副参谋长江含章任司令部参谋长，54军副政委何镇浪任政治部主任，武汉军区后勤部副部长滕宏杰兼任后勤部部长。从武汉军区机关、部队抽调261名干部，作为军代表，派往葛洲坝工作。330工程指挥部设在靠近葛洲坝工地现场的一所中学里，学校已搬到宜昌市内继续办学，原有的教室成了指挥部的办公室与宿舍。 
1971年2月，入场施工人员已超过5万5千多人，其中各级技术人员有千余人。水电队伍有丹江水电工程的水电十局、长办陆水工程总队与鄂西水电工程指挥部、山东省马颊河工程的水电第13局，共有1.2万人，分编为3个分部，下辖11个团。民兵施工队伍是从恩施、咸宁、荆州地区调来的3个民兵师，均由各地县主要领导带队，共3.8万人，编为23个团，分别配属3个分部。勘察设计队伍来自长办和长沙水电勘察设计院，编为勘察设计团，团参谋长文伏波（设计总负责），工地没有计算机，就带着图纸到长沙工学院用计算机帮助做工程计算。国务院将基建工程兵水电第61支队5000人调来。武汉军区的“硬骨头六连”所在团也在葛洲坝执行任务，硬骨头六连为330工程指挥部站岗放哨。
按照工程计划，第一阶段的任务主要是在当年冬季枯水期在滩地上修建二江、三江的上下游围堰。二江、三江围堰全长2123米，土石方量180万立方米，是葛洲坝工程建设的第一个战役。1971年2月20日，330工程指挥部召开第一次指挥长会议，分析施工形势，对3个分部的任务作了分工，确定要集中全力抓围堰建设，确保五一节入汛之前，完成围堰任务。在当时条件下，只能靠人工劳动为主；从国外引进的一些先进设备逐渐到位，一台电铲工作一天，可以抵一个民兵营的劳动量。由于上下齐心协力，数万民工艰苦奋战，设计人员及时修改设计方案减少了土石方挖填量59万立方米，终于在4月10日胜利完成了二江、三江围堰的建设任务，比计划提前了20天。4月11日，330工程指挥部举行了“庆祝围堰战役胜利，向大坝进军”的誓师大会。
1971年3月19日，330工程指挥部党委正式成立，曾思玉，张体学分任第一、第二书记，但主要分管武汉军区和湖北省的工作。葛洲坝工程的日常工作，实际上是武汉军区副司令员张震负责。党委分工王英先、刘志毅、林汉雄负责设计工作，提出了3个方案：
- 第一案，大江设电站、泄洪闸和船闸，二江设泄洪闸，三江设电站、船闸和泄洪闸；但三江电站的进水，会导致船闸上游横向流速过大，船只不易靠岸，有碍通航。二江用于泄洪时，上游两侧会出现两个大回流，影响三江船闸上游的水流条件，容易产生严重的泥沙淤积，妨碍船只进出。
- 第二案，大江设电站、泄洪闸和船闸不变，二江全部用于发电，三江全部用于船闸；
- 第三案，大江泄洪，二江发电，三江通航船闸。

1971年4月23日进京汇报设计方案。4月28日李先念副总理主持国务院业务组开会听取葛洲坝工程情况的汇报。国务院业务组提出了两点原则要求：
- 无论哪个方案，必须保证航运与发电，要在保证航运条件下搞好水电；
- 要研究淤塞的影响。

考虑到工程建设的长期性质，即使建成大坝还要留人来管理，所以从1971年4月份第一期二江三江围堰战役结束后，开始有计划地烧砖，生产水泥，盖房子，改善居住条件，建起了机械厂、砖瓦厂、水泥厂和制氧厂等。为解决工地看病难，武汉军区调一所野战医院进驻，还兴修了一些道路和公路桥。 
1971年6月23日，周恩来、李先念听取了武汉军区、湖北省革命委员会、水利电力部、交通部、第一机械工业部向国务院报送的《关于葛洲坝枢纽布局修改方案的报告》的汇报，表示原则同意这一方案。周恩来说：对于水利工程，要综合考虑，太急容易出乱子。不要把重点放在发电上，要保证通航、发电和泄洪的安全；对未认识的问题要继续认识，解决不了航运问题，就不要修坝，因为长江是条打不烂的钢铁运输线；“现场一定要抓紧。” 1971年8月，国家建委组织国务院有关部门在工地现场召开葛洲坝枢纽初步设计现场审查会。9月6日，武汉军区、湖北省革委会、国家建委、水电部、交通部、农林部、一机部、六机部等8个单位联名向国务院呈报了《关于葛洲坝水利枢纽初步设计现场审查会情况报告》。根据国务院审查意见，1971年12月提出了修改方案：大江设装机7台的大江电站、15孔的泄水闸、1号船闸和3孔闸，二江设装机6台的二江电站和16孔的泄水闸，三江设6孔的冲沙闸和2号、3号船闸，总装机容量221万千瓦，最大泄洪量每秒8.6万立方米，挖填方2748万立方米，混凝土浇注量390万立方米。 
九一三事件后，武汉军区领导班子调整。1972年1月17日武汉军区领导班子分工，副司令员张震负责作战、训练。张震安排与交代330工程后，于1972年2月2日返回武汉，结束了整好一年的工程领导工作。 
1972年11月21日，由于在挖掉葛洲坝后进行围堰施工中，有的施工单位急于赶速度，大体积混凝土没有夹冰搅拌捣固不到位，浇注混凝土出现了“狗洞”，造成的施工质量问题，1972年11月8日、9日周恩来连续两个晚上抱病主持国务院办公会听取葛洲坝工程汇报，指出：“长江上如果出问题，砍头不是你一个人，要砍头我带头！砍头也不行，这是国际影响问题。建国二十几年了，在长江修一个坝，不成功，垮了，要载入党史的问题。主席两年前有了这个话，还不总结经验，修改设计？”“光鼓干劲不行吧! 主席批示不是这样。主席批示兴建过程中将要遇到一些现在想不到的困难，要修改设计，重点在这里。要不断在实践中总结经验。还要鼓干劲？到现在还是这样？你们说‘三边’，我看了文件，文件上没有‘三边’”。副总理李先念说：“对基础混凝土不能迁就，不行，就炸掉。”国务院会议决定由林一山牵头组成技术委员会解决葛洲坝工程设计问题。葛洲坝工程技术委员会在北京友谊宾馆举行了第一次会议。经过五天讨论，写出《关于修改葛洲坝工程设计问题的报告》，决定停工两年，重新设计。11月21日晚，周恩来又一次听取了汇报，同意工程技术委员会的决定；并决定葛洲坝工程要严格按基本建设程序办事，修改设计期间下马停工。10万官兵和民工撤离葛洲坝工地，留下3万5千人护坝待命。
1974年葛洲坝工程技术委员会第五次会议决定，四叶片17万千瓦水轮发电机组目前尚不能满足最高水头27米的要求，但在23米可以安全发电，明确已投料制造的2台17万千瓦机组安装在二江电站在水头大于23米时作为试验，以取得经验。二江其他5台为五叶片直径10.2米单机容量为12.5万千瓦的机组。1974年5月24日，一机部发文明确两台17万千瓦机组由东方电机厂制造。
1974年9月，国务院批准了工程技术委员会提出的修改初步设计：取消大江五孔冲砂闸大江电站装机由7台增加为14台；在二江建的泄水闸由16孔改为27孔，二江电站装机由6台改为7台。总装机容量271.5万千瓦。3个船闸也各有分工，一、二号船闸过大船队同，三号船闸过小船队。1974年10月20日，葛洲坝水利枢纽主体工程复工。 
1980年7月邓小平视察葛洲坝工程，下到3号船闸闸室底部详细考察，特别关心半年后的大江截流的准备工作情况后说“这个场面很大”。
1980年11月24日，电力工业部电劳字[1980]104号文通知，根据葛洲坝工程建设的进展情况，决定正式成立葛洲坝水力发电厂，定为地师级单位。
工程大江截流方案的截流流量定为3300～5200立方米/秒；截流水头控制在3米以内；截流堤轴线选在上游围堰背水坡的位置。1981年1月4日，葛洲坝工程大江截流合龙成功。从3日上午7时30分开始，4日下午19时50分胜利合龙，历时36小时23分。
1981年3月6日，国务院办公厅国办发[1981]18号文通知，国务院正式批准电力工业部、水利部、交通部《关于葛洲坝工程运行管理体制的报告》，同意实行以电力部为主的运行管理体制，除通航建筑物由交通部门分工负责外，泄水闸、电厂和冲沙闸等建筑物均由葛洲坝水力发电厂管理。同时明确：葛洲坝工程的水工建筑物和电厂、船闸等永久设备的固定资产均属于葛洲坝水力发电厂。
1981年5月23日16时45分，葛洲坝水利枢纽二江泄水闸正式下闸蓄水，24小时后，上游水位按预定计划控制在51米高程。6月5日，蓄水至60米高程。6月27日，葛洲坝2号船闸试航成功。7月19日，葛洲坝水利枢纽泄水闸经受川江每秒72,000立方米的洪峰，水库上游水位61.1米，下游宜昌水文站水位56.25米，此时二期大江工程尚在围堰中施工。7月30日，二江电厂1号17万千瓦机组于凌晨1时零6分开始并网试发电，葛洲坝水利枢纽开始发挥效益。12月27日，葛洲坝一期工程1、2号机组经国家启动验收委员会验收，召开了庆祝验收大会，正式移交葛洲坝水力发电厂运行管理。
1982年3月，葛洲坝工程技术委员会第12、13次会议决定，增加大江电站50万千瓦装机，葛洲坝全电站最终装机容量271.5万千瓦。1983年7月，二江电厂包括2台17.0万千瓦在内的7台机组共96.5万千瓦全部投产，第一期工程全面建成。
1984年4月29日，中共中央办公厅和国务院办公厅发[1984]43号转发《关于开展三峡工程筹备工作的报告》通知，为建设长江三峡水利枢纽工程，决定成立中国三峡总公司，并确定“葛洲坝电厂是中国三峡总公司的组成部分，固定资产和职工原则上应属总公司管理。但考虑到三峡工程建设初期，为使总公司能集中精力搞好建设工作，葛洲坝电厂管理体制不作变动，由华中电管局代管，但财务预算要经总公司审批，电厂所创利润上缴总公司作为建设投资的组成部分”。
1984年5月4日，国家计委关于葛洲坝二期工程修改概算的批复，同意二期工程审定修改概算为23.77亿元，连同一期工程完成的投资24.71亿元，葛洲坝工程总概算为48.48亿元。
1984年11月29日，葛洲坝中华鲟人工繁殖研究所在葛洲坝右岸导墙下，首次将人工孵化的中华鲟鱼苗6,000尾，向长江投放。
1985年4月18至19日，经国务院批准，由国家计委、水电部、交通部以及有关单位领导、专家组成的国家验收委员会，对葛洲坝二、三江工程竣工进行了正式验收，并签发了鉴定书。验收结论为：工程设计比较切合实际，施工质量基本符合要求，发电通航运行正常，并已开始发挥巨大经济效益，同意正式移交运行管理单位管理。10月8日，国家科学技术进步奖评审委员会组织建国以来第一次评审，葛洲坝二江、三江工程及其水轮发电机组获国家科学技术进步特等奖。
1986年5月7号，葛洲坝大江500千伏开关站升流、升压获得了成功，正式投入运行。1988年8月13日上午，葛洲坝1号船闸、大江航道试航成功，3千吨级客轮和3千吨级货轮船队安全通过。9月17日下午，葛洲坝-上海500千伏直流输电工程建成，葛洲坝换流站极I系统正式投入运行。实现了华中、华东两大电网联网。至此，葛洲坝外送的超高压线路全部建成。12月6日，葛洲坝电厂最后一台机组：大江电厂21号机组正式并网发电。至此，葛洲坝工程271.5万千瓦的21台机组全面发挥效益。
1990年8月20日，葛洲坝至上海500千伏直流换流站第2极正式送电。1991年4月29日，葛洲坝电厂荣获1991年度“全国五一劳动奖状”。11月27日，“长江葛洲坝水利枢纽大江工程国家竣工验收会议”在宜昌召开，大江工程通过国家正式验收，标志整个工程的全部竣工，进入全面投产，全面发挥效益的新阶段。验收结论为：葛洲坝大江工程的设计是成功的、合理的，主要设备的制造质量和工程施工的质量是优良的，工程运转正常，发电、航运达到了设计要求。
1996年6月1日，葛洲坝电厂隶属关系由华中电管局代管变更为中国三峡总公司直管，葛洲坝换流站同时从葛洲坝电厂划出，划归国家电力公司管辖。10月18日，葛洲坝自备电厂20兆瓦水轮机组正式投产发电，自备电厂于1994年6月1日破土动工，历时两年零四个月建成。
1998年元月13日，葛洲坝电厂三峡工作部成立，主要职责是负责全厂参与三峡工程建设，与中国三峡总公司及有关单位联络；负责全厂进峡单位之间的协调工作。7月，葛洲坝电厂被中共电力部党组、电力部授予“全国双文明先进单位”。8月，长江发生全流域洪水。16日，葛洲坝入库流量达每秒60,700立方米，根据国家防总调度指令，葛洲坝水利枢纽开始进行削峰调度，这是枢纽自建成以来首次在66.9米的高水位运行。此次调度过程，成功地削减宜昌洪水流量达每秒2,700立方米，削峰历时11小时，降低了沙市站水位，为保证荆江不分洪创造了有利条件。次日，国家防汛总指挥部致电葛洲坝电厂，对葛洲坝电厂在此次洪水中精心调度，首次成功超限蓄洪错峰的特殊贡献表示感谢。
2002年5月13日，中国三峡总公司党组下发《关于葛洲坝电厂改制实施工作方案的批复》（三峡党组字〔2002〕第8号文）。5月28日，葛洲坝电厂第六届职工代表大会第八次会议召开，大会通过《同心同德、团结一致，确保葛洲坝电厂改制重组工作取得圆满成功》的报告、改制方案及相关配套制度。
2004年5月29日，葛洲坝电站累计发电3,000亿千瓦时，成为中国首个发电量突破3,000亿千瓦时的发电厂。2006年4月25日8时10分， 改造增容后的大江电厂14号机组正式投入运行，历时177天的首批改造增容机组14号机组 A级检修工作全面竣工，机组单机容量由12.5万千瓦增至14.6万千瓦。5月9日9时2分，改造增容机组3号机组正式并网运行，历时184天的3号机组A级检修及增容改造工作全面竣工，机组单机容量由12.5万千瓦增至14.6万千瓦。
2007年11月20日至25日，葛洲坝电厂自主研发的 “无源零开断的自动灭磁装置及方法”专利项目，获国家知识产权局 “第4届中国国际专利与名牌博览会 ”金奖和特别金奖。2008年8月，《关注设备全生命周期的专家会诊检修系统在葛洲坝电站的探索与实践》荣获全国电力行业 2008 年企业管理创新成果一等奖。
2010年9月，三峡-葛洲坝梯级枢纽经受了最大流量每秒70,000立方米等5次洪峰的检验，圆满完成迎峰度夏和防汛任务。2011年6月27日，葛洲坝通航船舶208.17万艘，货运量6.29亿吨。7月30日，葛洲坝电站投产发电30周年。

## 图片集

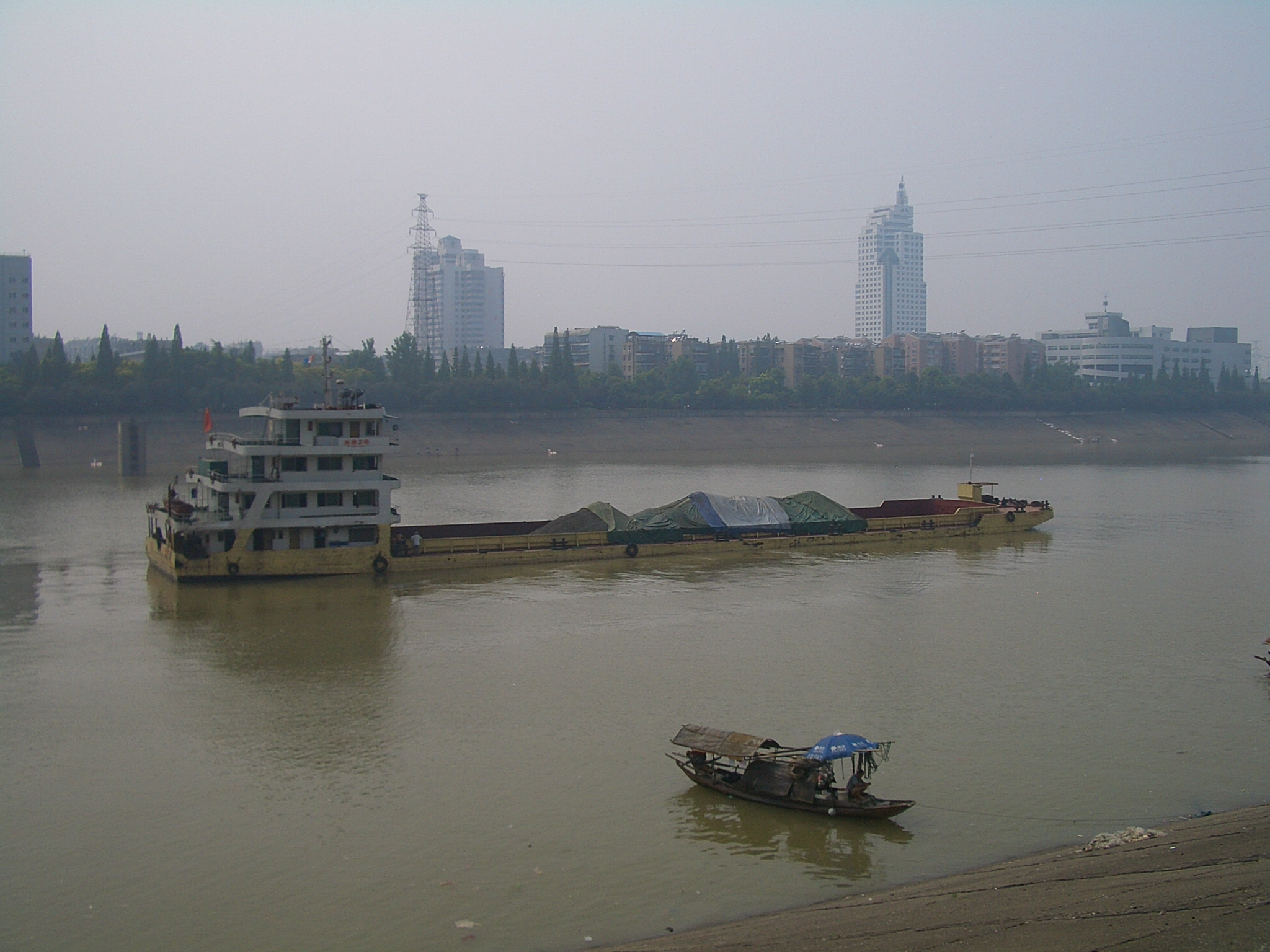
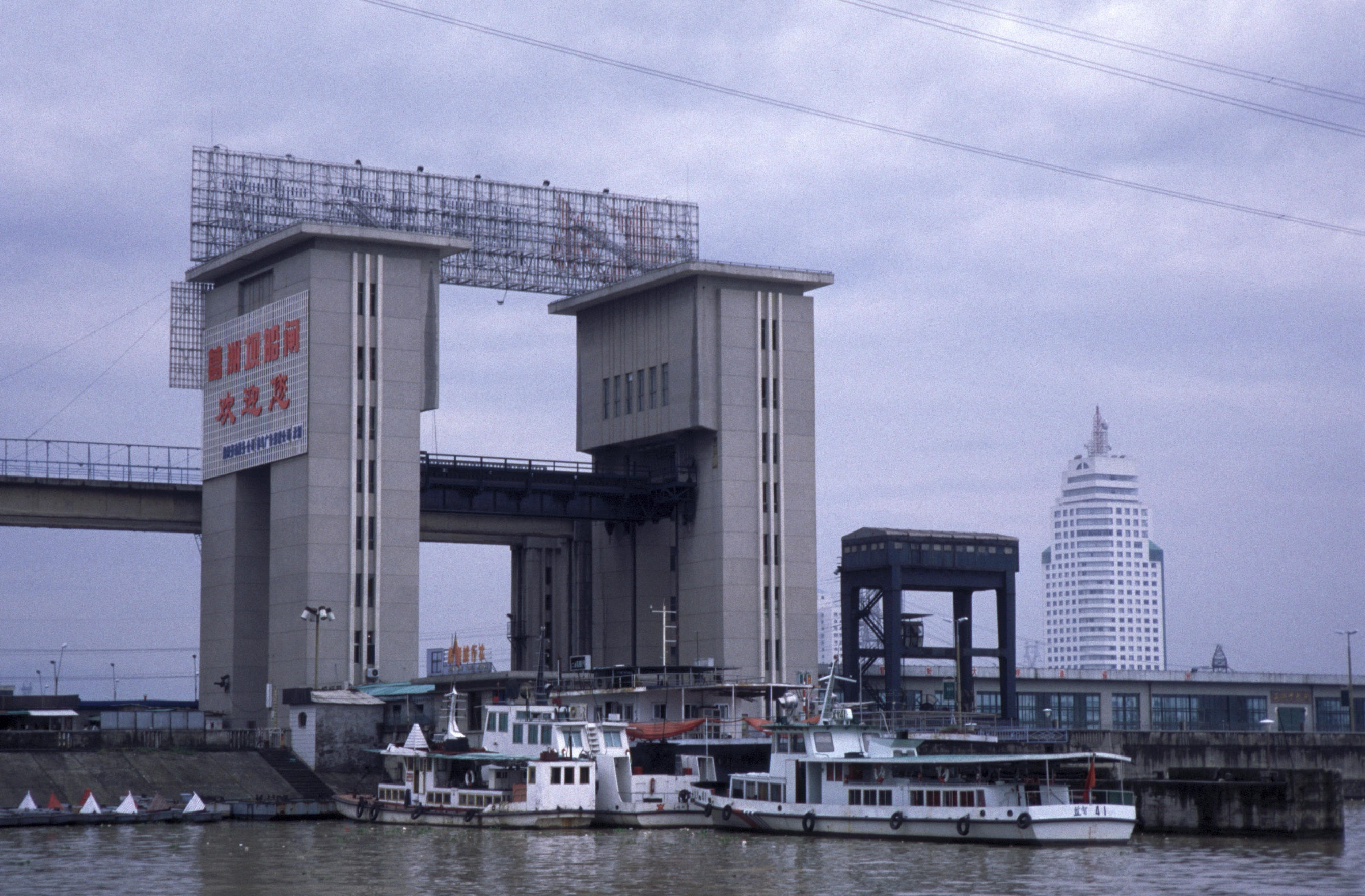
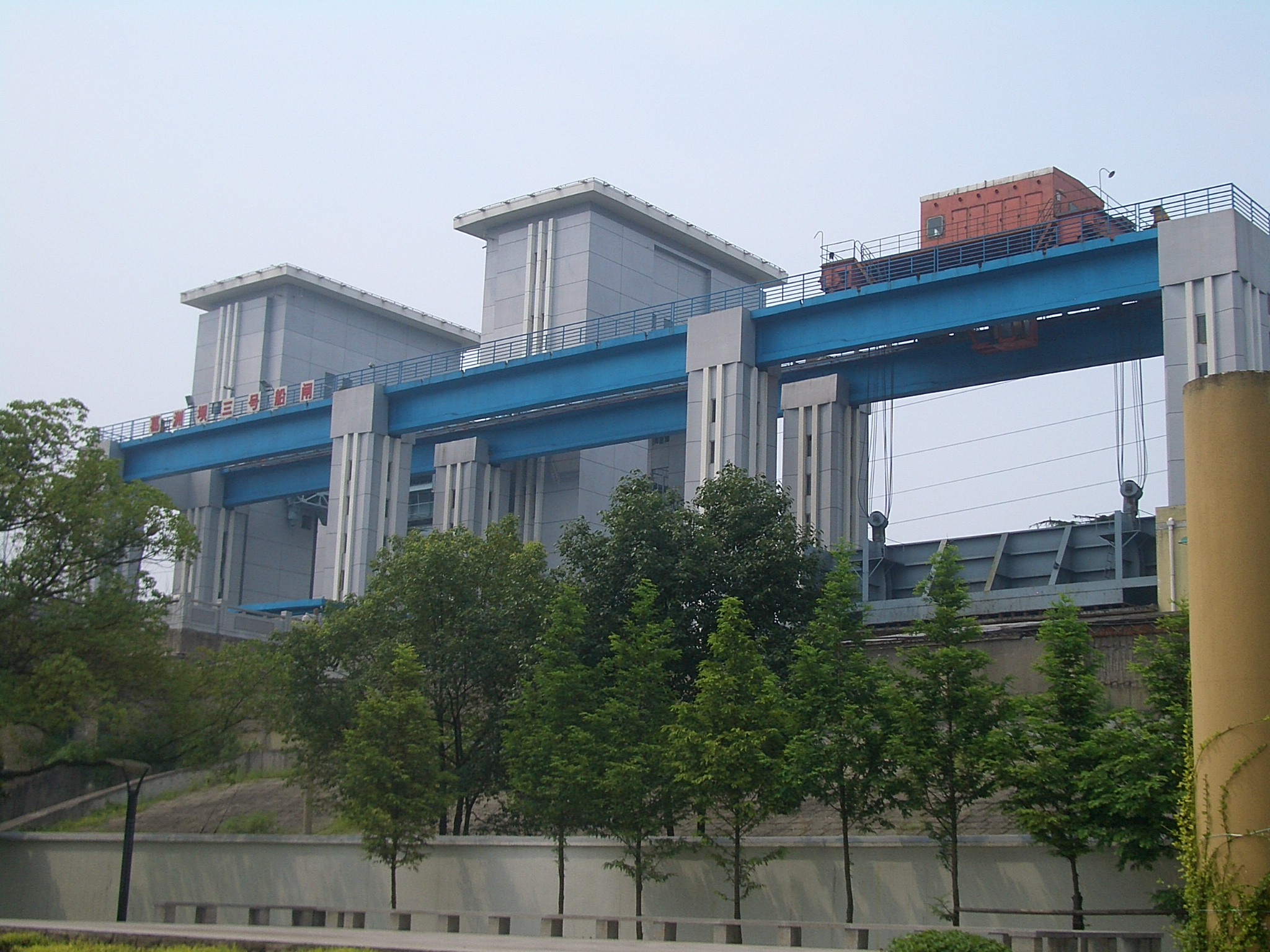
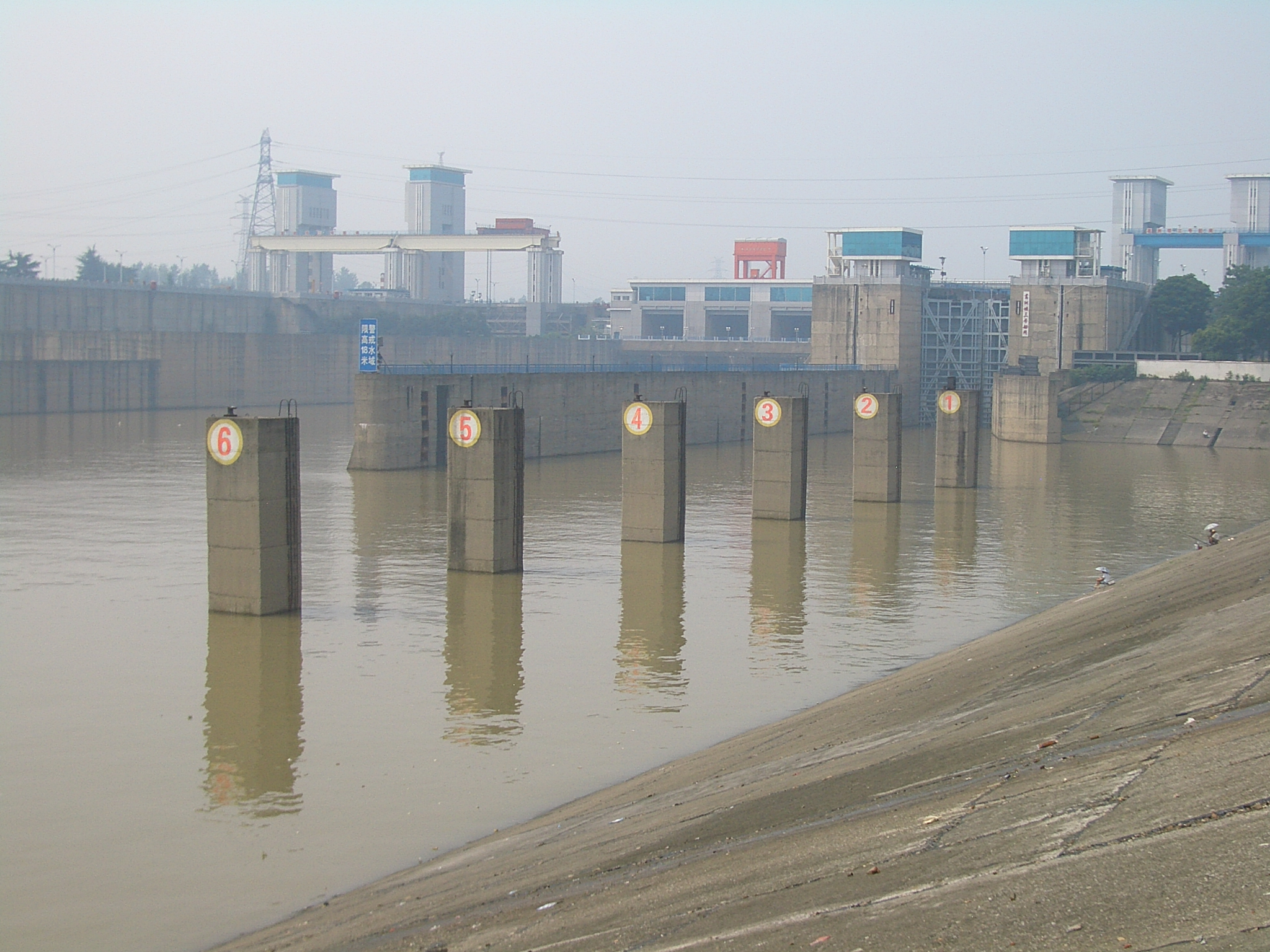
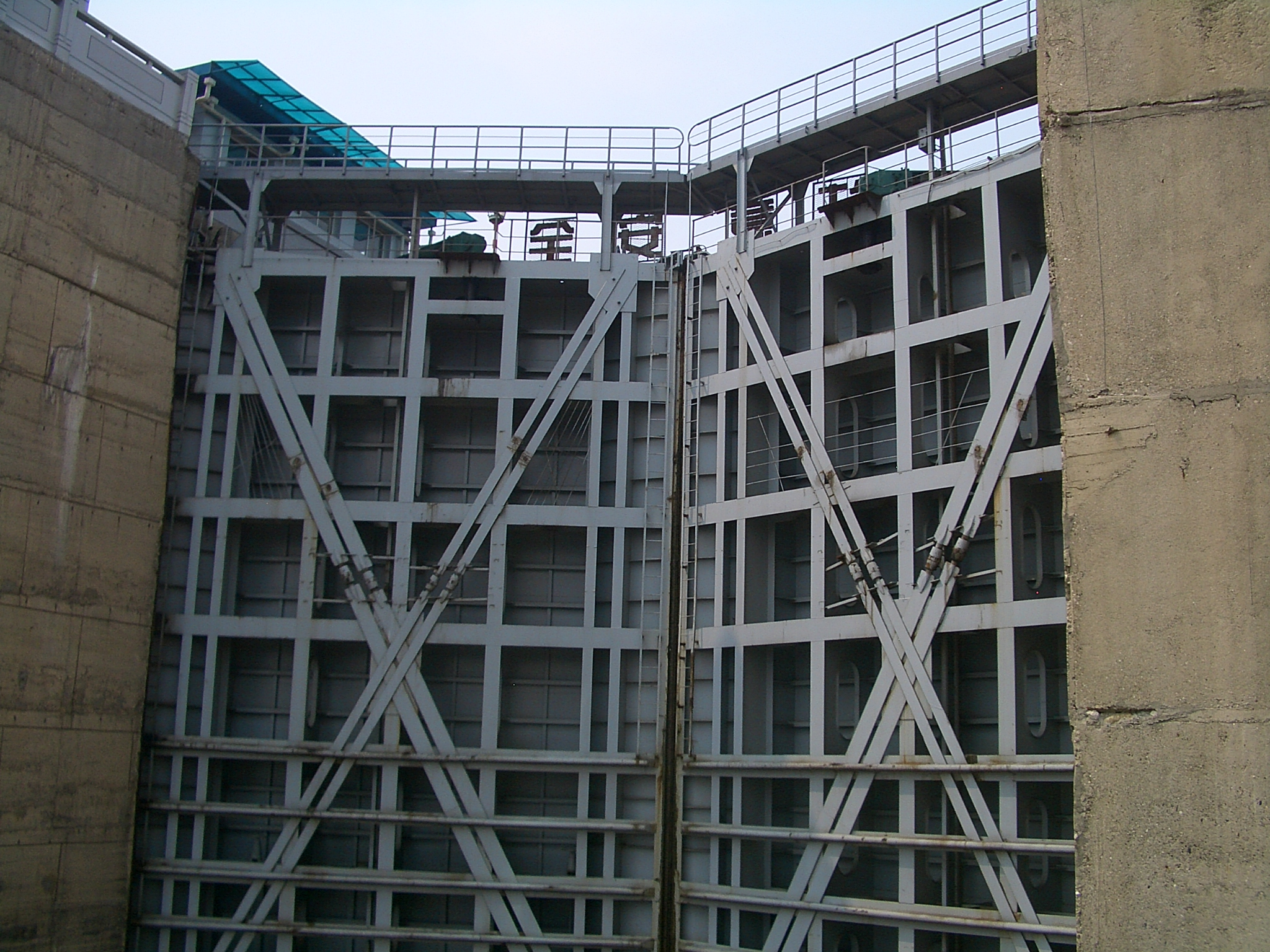
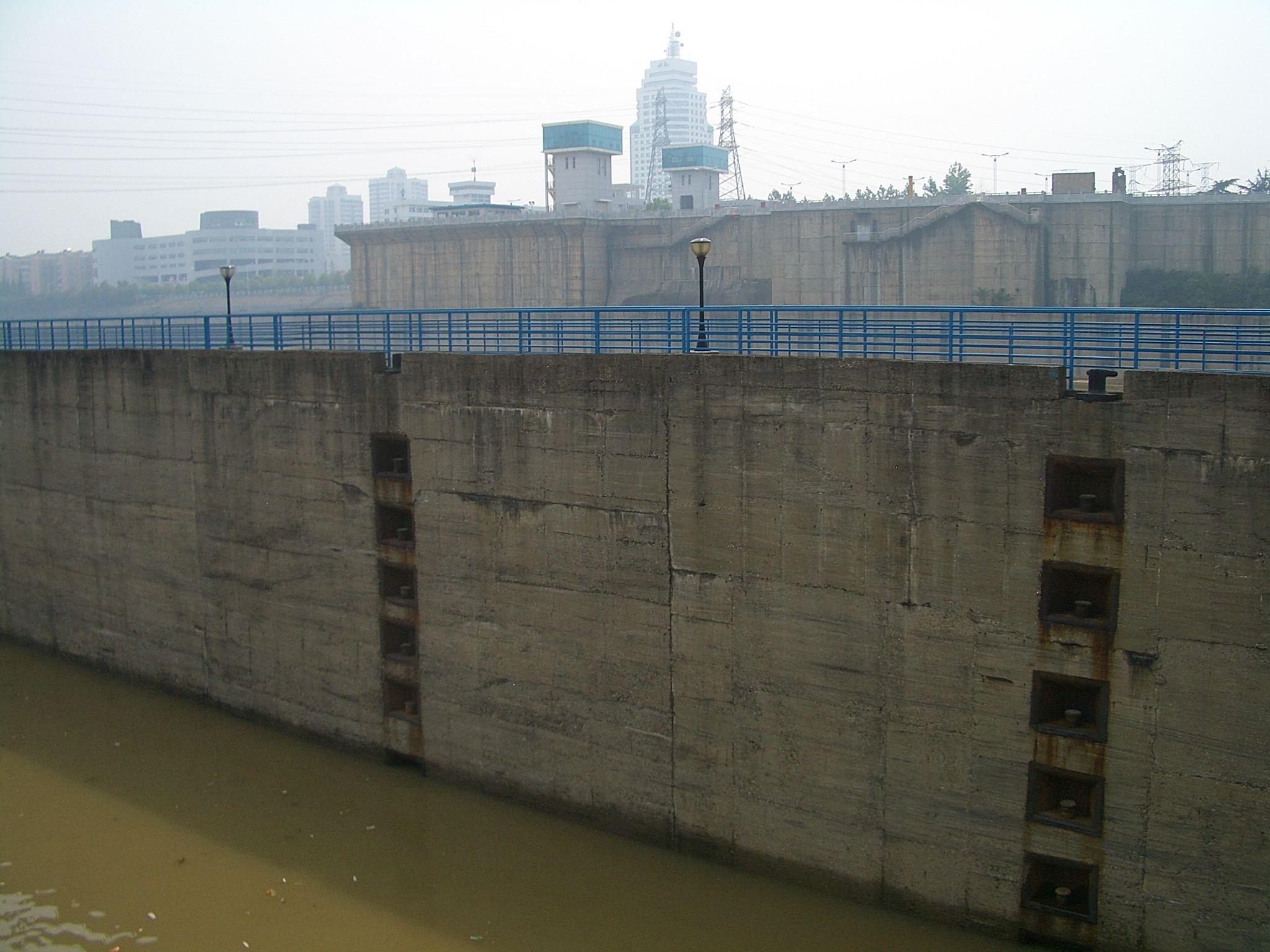
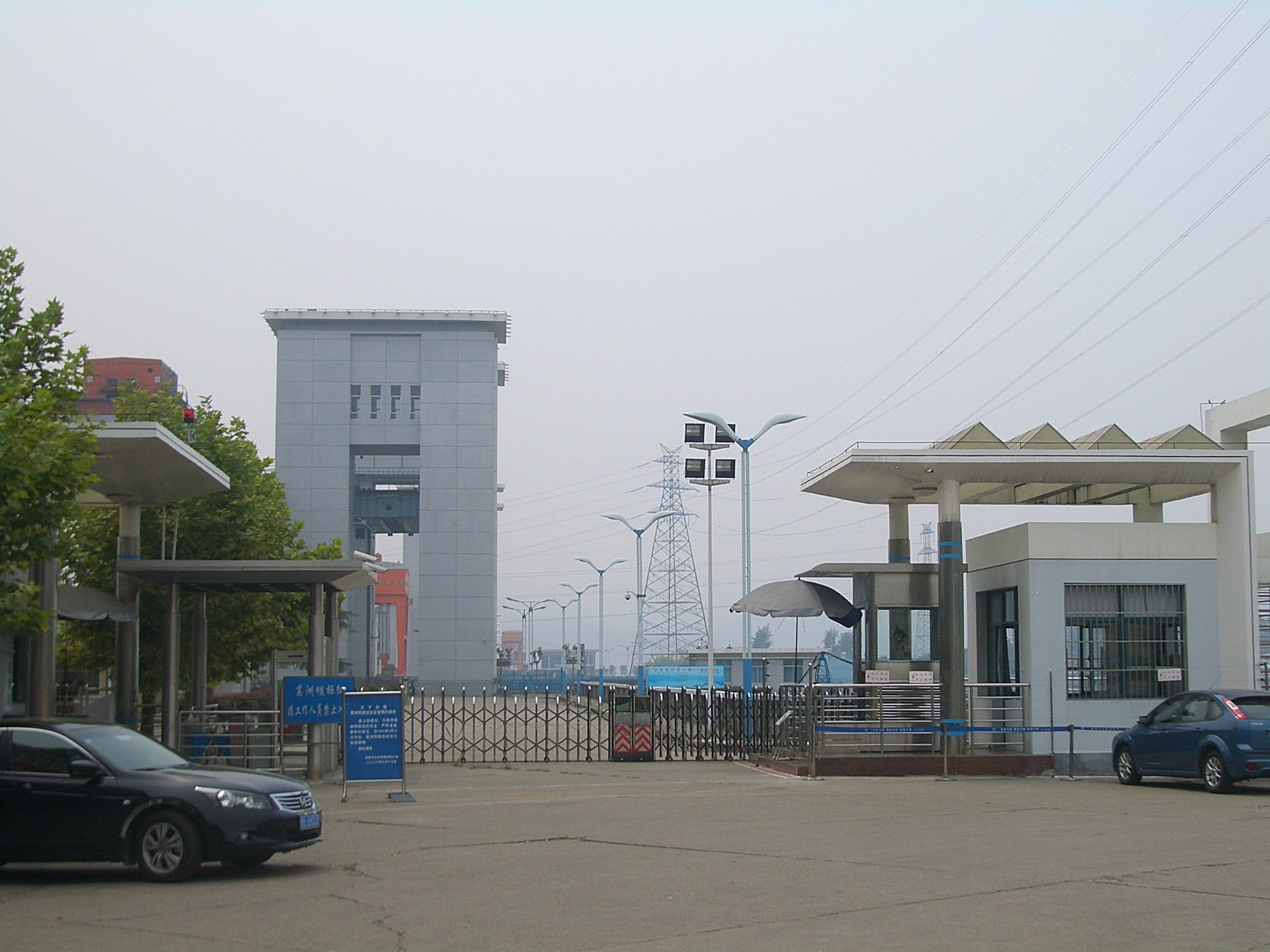
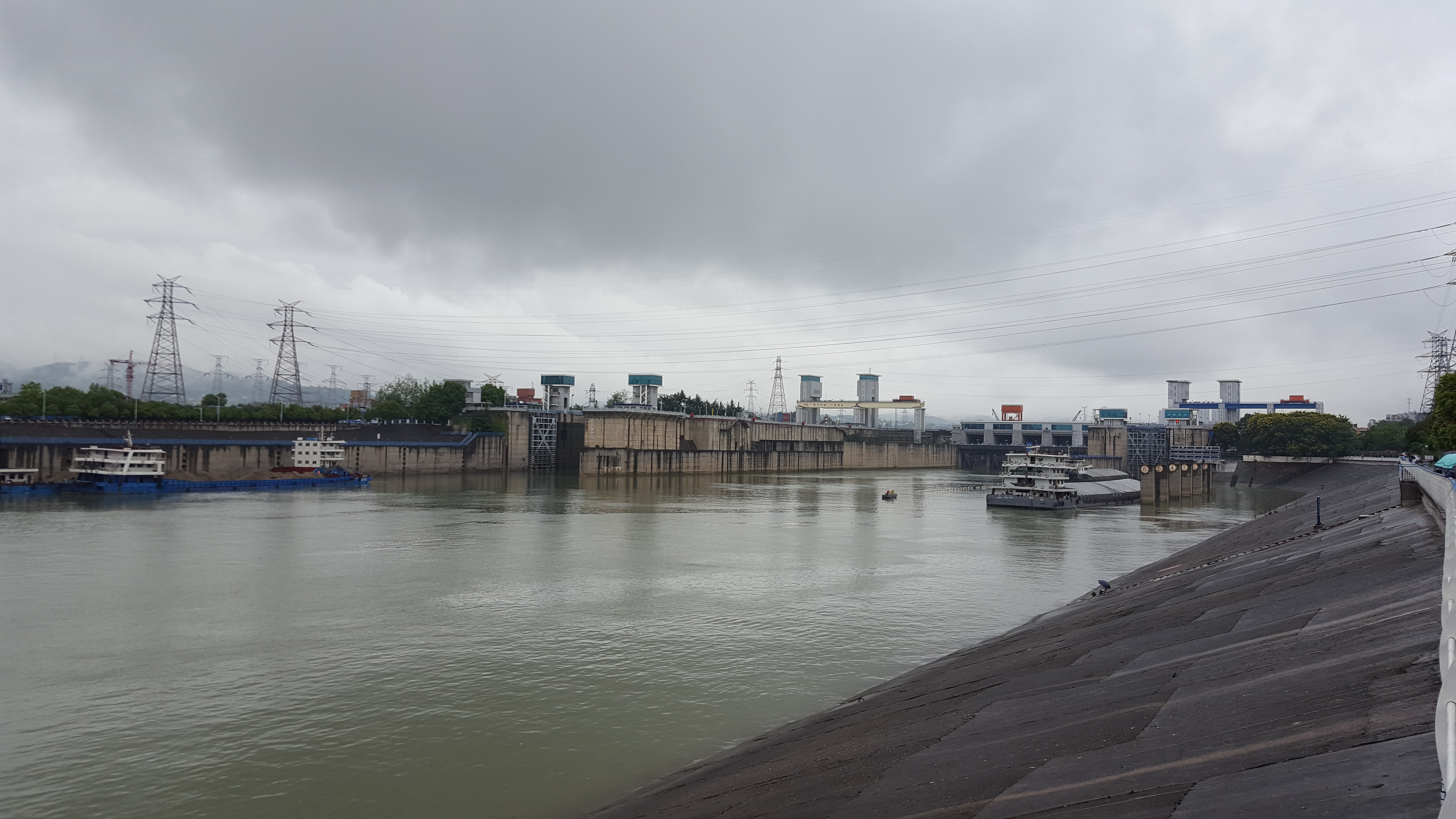
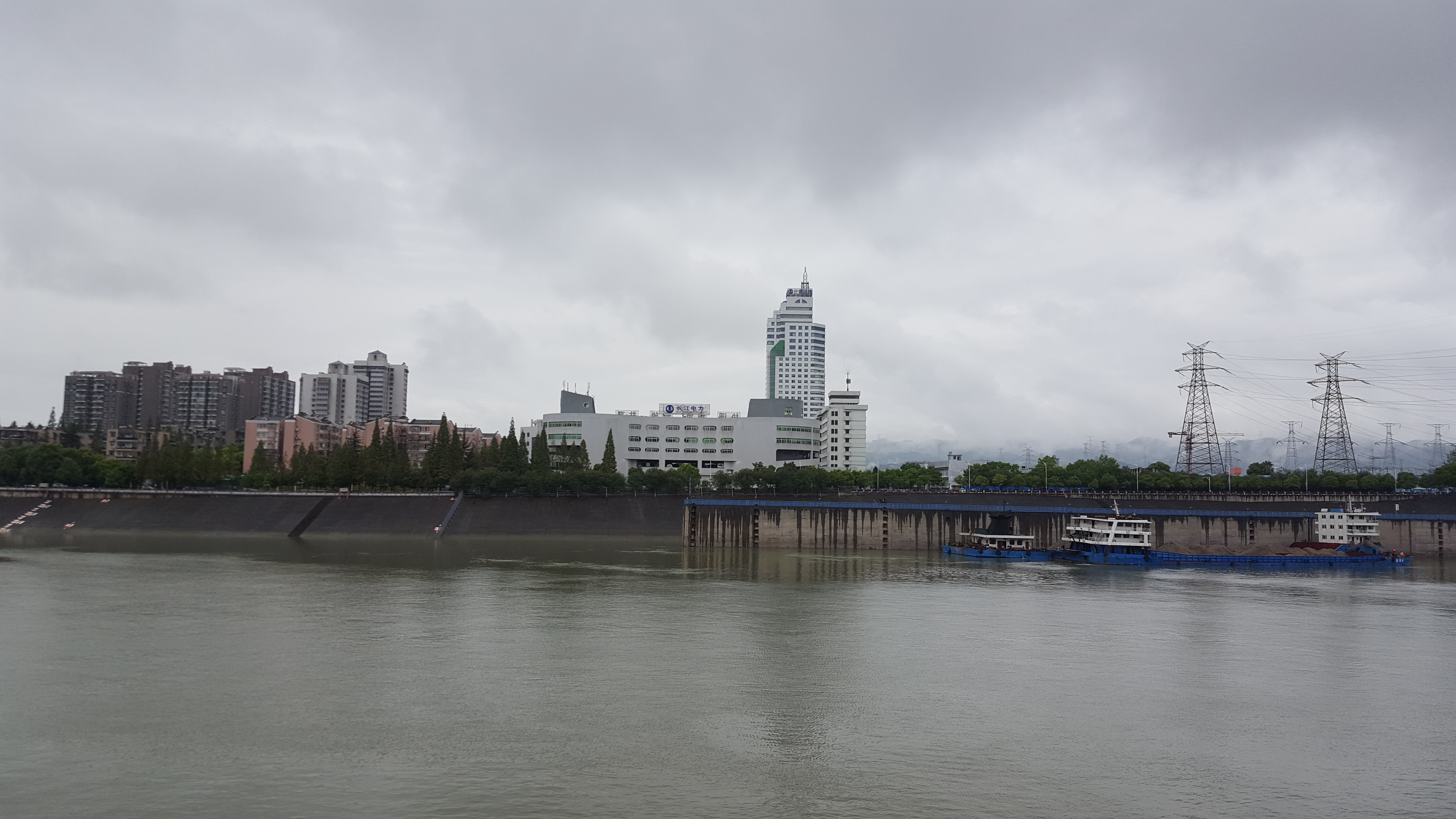
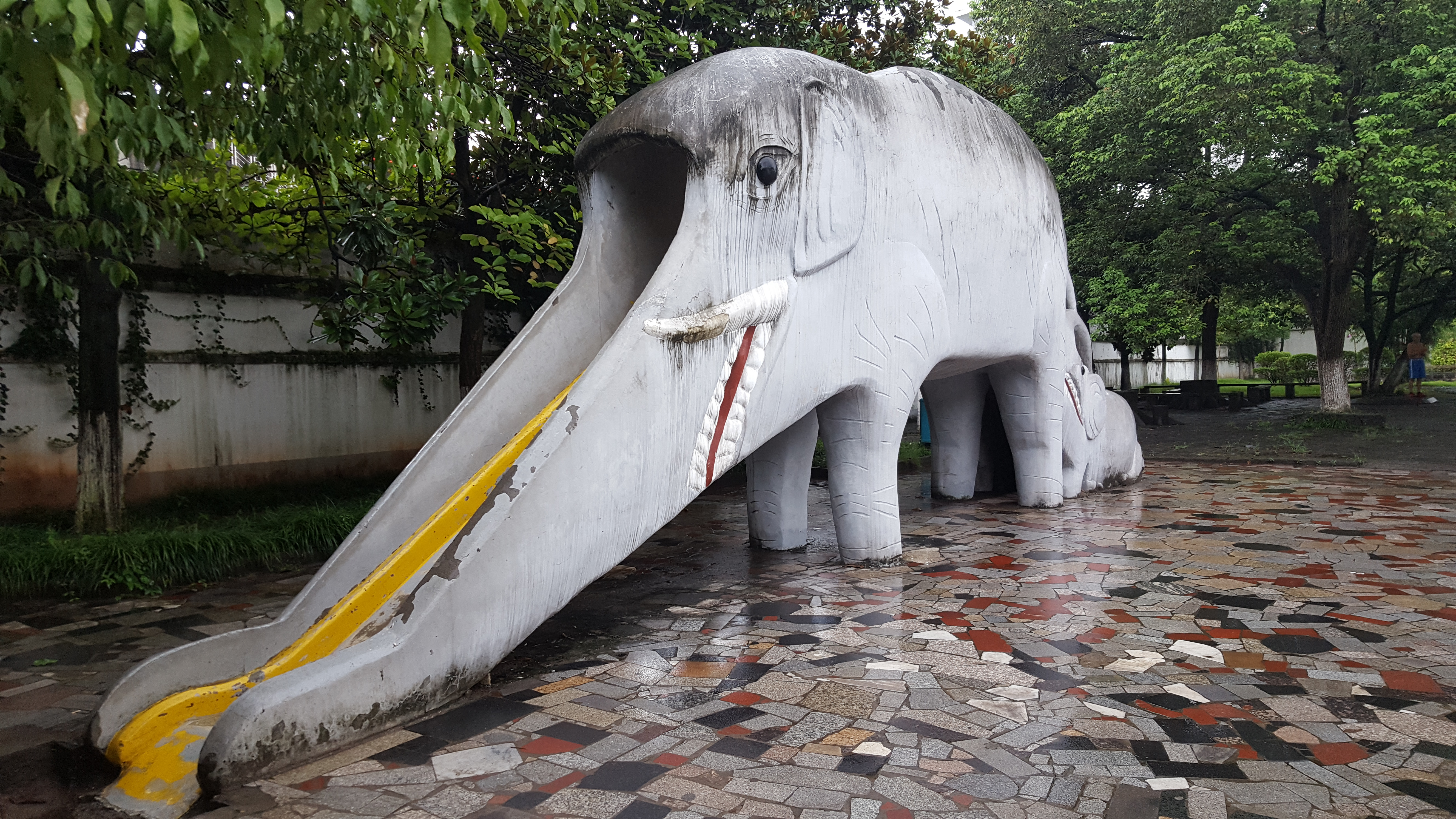